# Ostrosz rączycowaty
Ostrosz rączycowaty, ostrosz (Piezodorus lituratus) – gatunek pluskwiaka z podrzędu różnoskrzydłych i rodziny tarczówkowatych.

## Morfologia
Pluskwiak o ciele długości od 10 do 12,5 mm, wydłużonym, nieowłosionym, barwy żółto- do czerwonawozielonej, z wierzchu punktowany czarno i gęsto, od spodu bezbarwnie. Czułki czerwonawe lub zielone z czerwonym podbarwieniem. Zakrywka bezbarwna. Odnóża żółtozielone do zielonych, czerwonawo podbarwione. Przetchlinki czarne.

## Ekologia i występowanie
Owad ten zasiedla pobrzeża lasów, polany, zarośla i ogrody. Aktywny jest od kwietnia do października. Stadium zimującym jest postać dorosła. Jest fitofagiem ssącym soki z takich roślin jak jeżyny, łubiny i żarnowce.
Gatunek zachodniopalearktyczny. W Polsce spotykany w prawie całym kraju.

## Galeria

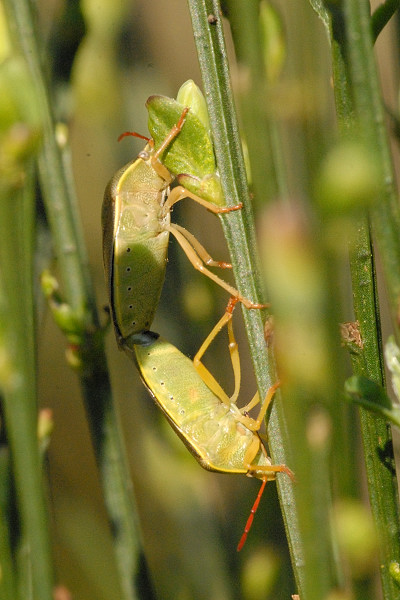
Kopulacja
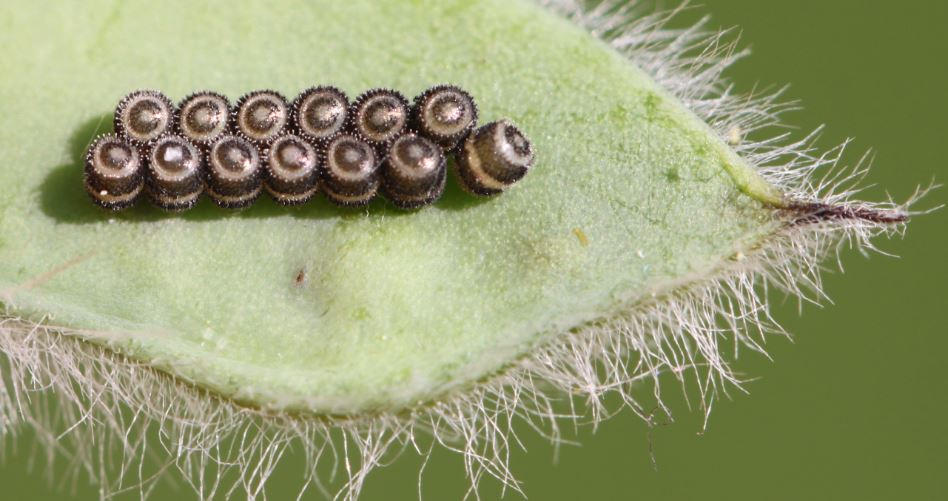
Jaja
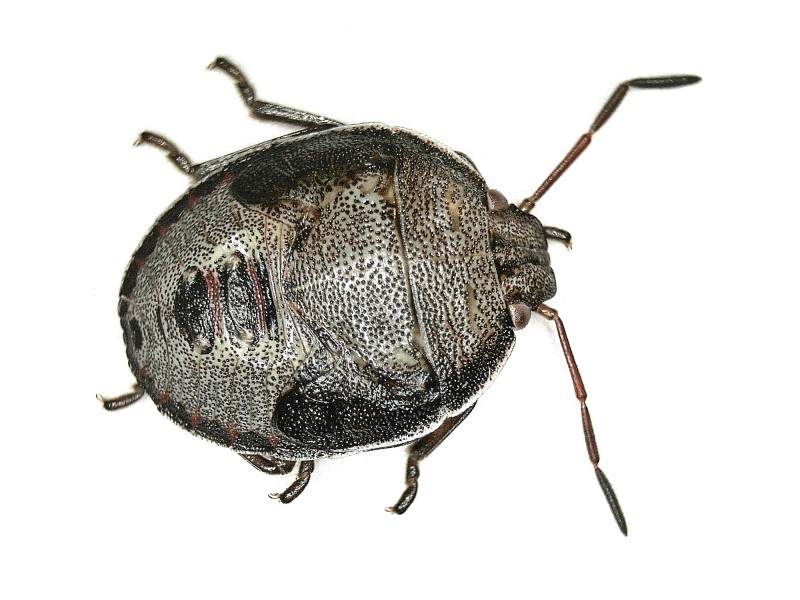
Larwa
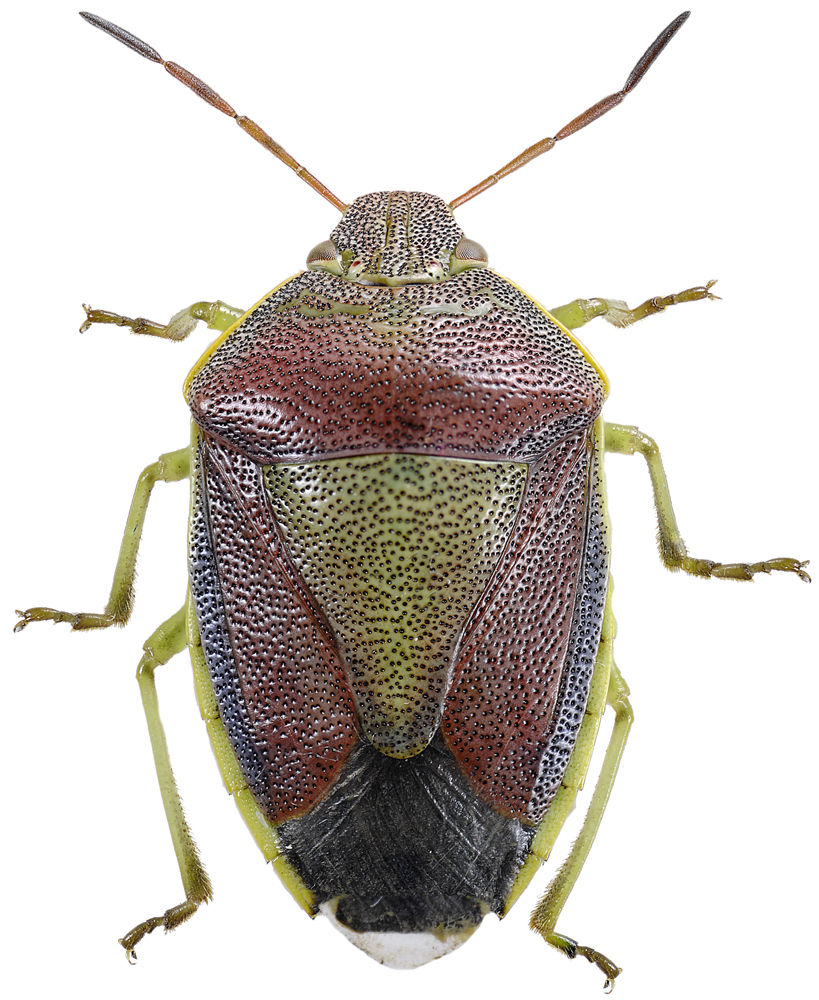
Imago
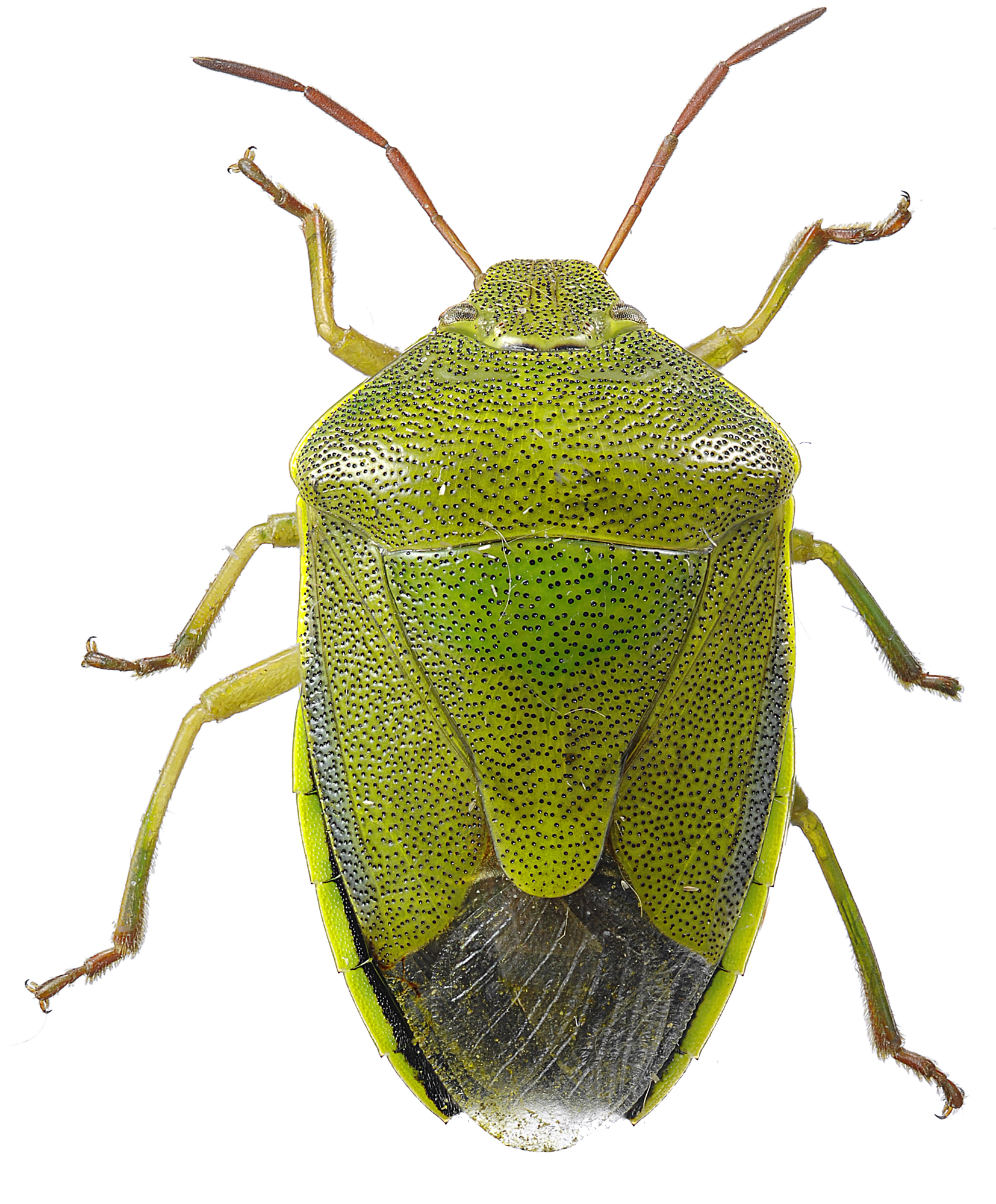
Imago